# Пошивальников, Степан Демьянович
Степан Демьянович Пошивальников (Пошевальников) (1919—1944) — советский военный лётчик. Участник Великой Отечественной войны. Герой Советского Союза (1944). Гвардии майор.

## Биография
Степан Демьянович Пошивальников родился 17 августа 1919 года в Крыму, в деревне Карангит на территории, контролируемой Вооруженными Силами Юга России в семье рабочего. Русский. В 1934 году после смерти отца Степан Демьянович с матерью Матрёной Николаевной и пятью братьями переехал в Керчь. Здесь он завершил семилетнее образование в школе № 10, затем получил специальность токаря в школе фабрично-заводского ученичества. Трудовую деятельность начал на Керченском металлургическом заводе имени П. Л. Войкова. Учёбу в школе ФЗУ и работу на заводе Степан Демьянович совмещал с занятиями в Керченском аэроклубе, по окончании которого он поступил в Качинскую Краснознаменную военную авиационную школу пилотов имени А. Ф. Мясникова, однако скоро был отчислен из-за проблем со здоровьем и вернулся на завод.
В ряды Рабоче-крестьянской Красной Армии С. Д. Пошивальников был призван Керченским городским военкоматом в 1939 году. Степан Демьянович успешно прошёл медицинскую комиссию и вновь был направлен в Качинскую ВАШП, по окончании которой в сентябре 1940 года получил назначение в 226-й скоростной бомбардировочный авиационный полк 16-й смешанной авиационной дивизии ВВС Киевского особого военного округа. Перед войной часть в которой служил сержант С. Д. Пошивальников, дислоцировалась на аэродроме города Черткова Тарнопольской области Украинской ССР. В боях с немецко-фашистскими захватчиками Степан Демьянович с 22 июня 1941 года на Юго-Западном фронте. В период с 22 июня по 12 июля 1941 года он на бомбардировщике Су-2 совершил 4 боевых вылета на бомбардировку мотомеханизированных и танковых колонн противника в районы Дубно, Ровно, Кожец, Житомир. Боевые вылеты осуществлялись в условиях тотального превосходства немецкой авиации без прикрытия своих истребителей. Трижды экипаж Подшивальникова вступал в бой с немецкими «Мессершмиттами» и сумел сбить один вражеский самолёт. 12 июля 1941 года в воздушном бою Степан Демьянович был тяжело ранен осколком снаряда в левый бок. Пули попали в левую руку и правую ногу, а осколками фонаря сильно посекло голову. Истекая кровью, лётчик всё же сумел привести машину на свой аэродром, после чего в бессознательном состоянии был доставлен в госпиталь. За отличие в боях сержант С. Д. Пошивальников был представлен к ордену Красного Знамени, но награждение не состоялось, так как весь наградной материал был уничтожен после того, как штаб 62-й авиационной дивизии попал в окружение под Киевом.
Через три месяца С. Д. Пошивальников вернулся из госпиталя в свою часть, которая находилась на переформирвании. 26 марта 1942 года полк, перевооружённый штурмовиками Ил-2, был преобразован в 800-й штурмовой авиационный полк. Степан Демьянович прошёл переаттестацию и переобучение на новой матчасти. Вновь в действующей армии младший лейтенант С. Д. Пошивальников в должности командира авиационного звена с 15 мая 1942 года на Брянском фронте. Полк, в котором служил Степан Демьянович, вошёл в состав 226-й штурмовой авиационной дивизии 2-й воздушной армии. Однако уже вскоре он был передан Юго-Западному фронту и в составе своей дивизии был включён в 8-ю воздушную армию. В мае — июле 1942 года в ходе Харьковской операции младший лейтенант С. Д. Пошивальников совершил 12 боевых вылетов на штурмовку войск противника и его военной инфраструктуры. Одним из самых удачных эпизодов в этот период стал боевой вылет на штурмовку курского аэроузла немцев. Действуя в составе группы из 6 Ил-2, Степан Демьянович умелыми действиями подавил вражеские зенитные средства, после чего ракетно-бомбовым ударом уничтожил 2 бомбардировщика Ю-88 и повредил 2 истребителя Ме-109. Всего группой было уничтожено 16 самолётов противника. В ходе боёв под Харьковом полк вынужден был действовать без прикрытия истребителей, вследствие чего понёс тяжёлые потери и был выведен на переформирование.
После доукомплектования 800-й штурмовой авиационный полк был переброшен на Калининский фронт и 15 октября 1942 года был включён в состав 292-й штурмовой авиационной дивизии 1-го штурмового авиационного корпуса 3-й воздушной армии. Младший лейтенант С. Д. Пошивальников был назначен на должность заместителя командира эскадрильи с одновременным назначением на должность штурмана эскадрильи. Благодаря проведённой им работе по обучению лётного состава приёмам навигации и бомбометания, эскадрилья стала лучшей в полку. Его боевой опыт, лётное мастерство и организаторские способности особенно чётко проявились во время Великолукской операции. Степан Демьянович летел на задания в самых трудных метеоусловиях. В снегопады при облачности до 20 метров он всегда выводил группы штурмовиков на цель и оказывал реальную помощь наступающим наземным войскам. Так, 8 декабря 1942 года в качестве ведущего группы из 7 штурмовиков младший лейтенант Пошивальников вылетел на задание по штурмовке группировки противника, создавшей угрозу окружения наших наземных войск. При подлёте к цели погодные условия резко ухудшились: видимость упала до 1 километра при облачности 25-50 метров. Тем не менее, группа продолжила выполнение поставленной задачи. В результате массированного удара группы Пошивальникова планы немецкого командования были сорваны. 9 декабря 1942 года группа из четырёх Илов произвела штурмовку железнодорожного узла Новосокольники, в результате которой в трёх находившихся на станции военных эшелонах возникло не менее пяти очагов пожара и были зафиксированы два сильных взрыва. Во время атаки цели на самолёте Пошивальникова огнём зенитной артиллерии противника был повреждён руль глубины. Умело действуя триммером, Степан Демьянович смог вывести свой Ил из пикирования и благополучно привёл его на аэродром. К середине декабря 1942 года на Калининском фронте младший лейтенант С. Д. Пошивальников произвёл 12 успешных боевых вылетов, в ходе которых уничтожил 7 вражеских танков, 19 автомашин с военными грузами, 2 цистерны с горючим, 5 повозок с имуществом и до 150 солдат и офицеров вермахта. За успешные действия в ходе Великолукской операции в середине декабря 1942 года С. Д. Пошивальников был произведён в лейтенанты и назначен командиром 2-й эскадрильи полка.
В период боёв за город Великие Луки лейтенант С. Д. Пошивальников совершил ещё 9 боевых вылетов, уничтожив при этом 6 ДЗОТов, 3 орудия полевой артиллерии, склад с боеприпасами и до 100 вражеских солдат и офицеров. Так же успешно в уличных боях действовала и его эскадрилья. Только 25 декабря 1942 года Степан Демьянович трижды водил её в бой. Успешно подавив зенитные средства противника, лётчики эскадрильи обрушили на немцев град бомб и ракет такой силы, что немцы были полностью деморализованы и потеряли управление, что позволило советским наземным войскам почти без боя освободить несколько городских кварталов. Но особенно большой вклад в разгром врага под Великими Луками эскадрилья Пошивальникова внесла при отражении контрнаступления, предпринятого немецким командованием в январе 1943 года с целью деблокировать осаждённый в Великолукской крепости гарнизон. 5, 6, 7, 10 и 16 января 1943 года лейтенант Пошивальников шесть раз водил группы из 9 Ил-2 на штурмовку контратакующих немецких соединений в районы Бутитино, Сургино, Громово и Котоки, в результате чего противник потерял 6 танков, 19 автомашин с войсками и грузами, 6 орудий полевой артиллерии и до 220 солдат и офицеров. Всего на Калининском фронте к середине марта лейтенант С. Д. Пошивальников произвёл 30 боевых вылетов, из которых 15 — в сложных метеоусловиях, а его эскадрилья — 187 самолёто-вылетов.
18 марта 1943 года 292-я штурмовая авиационная дивизия была выведена из состава 3-й воздушной армии и переброшена на Воронежский фронт, в резерве которого оставалась до лета 1943 года. В период возникшей на фронтах оперативной паузы лётный состав дивизии занимался боевой учёбой. 26 июня 1943 года в преддверии Курской битвы дивизия была включена в состав 2-й воздушной армии. В ходе оборонительной фазы сражения на Курской дуге С. Д. Пошивальников, ставший к её началу старшим лейтенантом, произвёл 24 боевых вылета. 18 раз он водил группы из 6 и 9 Ил-2 на штурм немецких танковых клиньев. Ещё шесть раз он наносил бомбовые удары по переднему краю противника и его военной инфраструктуре. Во время штурмовок аэродромов Микояновка и Сокольники лётчиками эскадрильи был уничтожен 21 вражеский бомбардировщик. Всего 2-я эскадрилья 800-го штурмового авиационного полка под командованием старшего лейтенанта С. Д. Пошивальникоа произвела 327 боевых вылетов. В результате её ударов противник потерял 24 самолёта на земле, 103 танка, 244 автомашины с войсками и грузами, 15 цистерн с горючим, 37 артиллерийских орудий. Лётчиками эскадрильи было уничтожено 12 ДЗОТов, до 40 железнодорожных вагонов, 13 складов с боеприпасами. Потери немцев в живой силе составили до 3400 человек. На личный счёт Степана Демьяновича было записано 4 самолёта на аэродромах, 12 танков, 31 автомашина, 5 цистерн с топливом, 9 орудий различного калибра, 7 вагонов с военным имуществом, 3 ДЗОТа, 4 склада с боеприпасами и до 250 солдат и офицеров вермахта. В ходе немецкого наступления на Курской дуге группы, ведомые Пошивальниковым, трижды вступали в воздушные бои с истребителями противника, в ходе которых комэск лично сбил 1 Ме-109 и ещё два были сбиты его ведомыми. 12 июля 1943 года при штурмовке скопления танков в районе села Грязное Прохоровского района Белгородской области самолёт С. Д. Пошивальникова был подбит и загорелся, но Степан Демьянович вышел из боя только после того, как сбросил все бомбы и полностью расстрелял боезапас. Он сумел посадить самолёт на своей территории, получив при этом сильные ожоги, и уже на следующий день вновь вёл свою эскадрилью в бой. За отличие в Курской битве 14 июля 1943 года командир полка подполковник А. И. Митрофанов представил С. Д. Пошивальникова к званию Героя Советского Союза. Представление прошло все инстанции, но в последний момент награду заменили на орден Суворова 3-й степени. В ходе контрудара Воронежского фронта на Курской дуге и на Степном фронте во время Белгородско-Харьковской операции Степан Демьянович совершил ещё 11 боевых вылетов, участвовал в освобождении городов Харькова, Белгорода и Краснограда.
После разгрома немецко-фашистских войск в Курской битве войска Степного фронта начали Битву за Днепр, проведя Полтавско-Кременчугскую операцию. Штурмовики 800-го штурмового авиационного полка поддерживали наступление наземных войск, громили колонны отступающего противника, обеспечивали воздушное прикрытие частей фронта во время форсирования Днепра и участвовали в боях за удержание и расширение плацдармов на его правом берегу. Наиболее удачной операцией эскадрильи старшего лейтенанта С. Д. Пошивальникова стало уничтожение стратегически важного для немцев моста через Днепр в районе Кременчуга. Для защиты переправы немцы создали мощную систему противовоздушной обороны, но несмотря на яростный зенитный огонь и противодействие девяти вражеских истребителей группа Пошивальникова в составе 12 Ил-2 24 сентября 1943 года прорвалась к мосту и тремя прямыми попаданиями разрушила его. В результате этого на левом берегу осталось более 500 единиц немецкой техники, бо́льшая часть которой была уничтожена последующими налётами. В октябре-декабре 1943 года Степан Демьянович принимал участие в Пятихатской и Знаменской операциях 2-го Украинского фронта, совершив за этот период 61 боевой вылет в качестве ведущего больших групп штурмовиков. Эскадрилья Пошивальникова способствовала взятию городов Знаменка и Александрия. Особенно эффективной была работа эскадрильи при штурме крупного опорного пункта немецкой обороны Новая Прага 7 и 10 декабря 1943 года. Дважды Степан Демьянович водил своё подразделение на штурмовку артиллерийских и миномётных позиций противника, делая по пять заходов на цель. В результате штурмовых ударов эскадрильей было уничтожено 3 самоходных артиллерийских установки, 5 орудий крупного калибра, 9 автомашин с боеприпасами, 2 танка и подавлен огонь трёх артиллерийских и миномётных батарей, что способствовало взятию Новой Праги наземными войсками. К концу 1943 года С. Д. Пошивальникову было присвоено звание капитана.
Подлинный героизм лётный состав эскадрильи С. Д. Пошивальникова проявил в ходе Кировоградской операции в январе 1944 года. 23 раза Степан Демьянович водил свою эскадрилью на штурмовку артиллерийских и миномётных позиций и скоплений танков неприятеля на подступах к Кировограду. Особенно эффективной была её работа 5 и 6 января 1944 года. В результате бомбово-штурмового удара эскадрильи противник понёс тяжёлые потери и был деморализован, в результате чего наземные войска практически без потерь овладели населёнными пунктами Лелековка и Обозновка, а также высотами северо-восточнее Кировограда. Всего в боях за Правобережную Украину эскадрилья Пошивальникова уничтожила 26 танков, 101 автомашину с войсками и грузами, 9 складов с боеприпасами и топливом, 3 бронемашины, 7 артиллерийских батарей, создала 69 очагов пожара и вызвала 11 крупных взрывов. Потери противника в живой силе составили до 700 человек убитыми. Лётчики эскадрильи в боях на правом берегу Днепра участвовали в 27 воздушных боях и сбили 8 немецких самолётов. На личный счёт Степана Демьяновича за этот период было записано 8 танков, 5 САУ, 17 автомашин, 3 орудия, 2 железнодорожных эшелона, 4 склада с боеприпасами и горючим, а также 7 подавленных артиллерийских и миномётных батарей. В воздушных боях его экипаж сбил два самолёта противника. С конца января 1944 года 1-й штурмовой авиационный корпус участвовал в Корсунь-Шевченковской операции, в ходе которой была окружена и ликвидирована шестидесятитысячная группировка противника. Его дивизии способствовали соединению войск 1-го и 2-го Украинского фронтов в районе Корсунь-Шевченковского и отражению попыток противника вырваться из котла. За мужество и героизм, проявленные в боях за Правобережную Украину, 5 февраля 1944 года 1-й штурмовой авиационный корпус был преобразован в 1-й гвардейский. 292-я штурмовая авиационная дивизия стала 9-й гвардейской, а 800-й штурмовой авиационный полк — 144-м гвардейским. В тот же день за 138 успешных боевых вылетов, в ходе которых противнику был нанесён большой урон в живой силе и технике, командир полка гвардии майор П. М. Шишкин представил гвардии капитана С. Д. Пошивальникова к званию Героя Советского Союза. Указ Президиума Верховного Совета СССР был подписан 1 июля 1944 года.
Весной 1944 года гвардии капитан С. Д. Пошивальников участвовал в Уманско-Ботошанской операции, в составе своего подразделения освобождал город Умань, прикрывал наземные войска при форсировании реки Днестр, обеспечивал захват стратегически важных высот севернее Ясс и Тыргу-Фрумоса. В июле 1944 года 1-й гвардейский штурмовой авиационный корпус был переброшен на 1-й Украинский фронт и в составе 2-й воздушной армии включился в Львовско-Сандомирскую операцию. За отличие при освобождении города Львова 144-му гвардейскому штурмовому авиационному полку было присвоено почётное название «Львовский», а командиру его эскадрильи С. Д. Пошивальникову за умелое руководство большими группами штурмовиков было присвоено воинское звание гвардии майора. В августе 1944 года 144-й штурмовой авиационный полк участвовал в боях за удержание Сандомирского плацдарма. 25 августа 1944 года по заданию командования группа из 12 штурмовиков Ил-2 под руководством гвардии майора С. Д. Пошивальникова вылетела на штурмовку идущей к фронту колонны бронетранспортёров. Успешно выполнив задачу, группа легла на обратный курс, но в районе города Опатув самолёт ведущего неожиданно загорелся, стал стремительно терять высоту и врезался в землю. Некоторые лётчики группы видели разрывы зенитных снарядов рядом с самолётом Пошивальникова. Другие считали, что штурмовик получил повреждения ещё в ходе штурмовки вражеской колонны, а его пилот был тяжело ранен. Но по отсутствию попыток Пошивальникова спасти самолёт или покинуть его с парашютом все сходились во мнении, что в момент возгорания двигателя лётчик либо потерял сознание, либо умер. Самолёт С. Д. Пошивальникова упал на территории, занятой врагом, поэтому в списки безвозвратных потерь Степан Демьянович был занесён как пропавший без вести. Место его захоронения точно неизвестно. Возможно, похоронен на воинском мемориале в городе Опатув (ул. Цментарна), Свентокшиское воеводство, Польша. В списке захоронения Пошивальников значится под № 21 как офицер-лётчик, погибший в 1944 году.

## Награды
- Медаль «Золотая Звезда» (01.07.1944);
- орден Ленина (01.07.1944);
- два ордена Красного Знамени (31.07.1942; 09.07.1944);
- орден Суворова 3-й степени (02.09.1943);
- орден Александра Невского (31.07.1943);
- орден Отечественной войны 2-й степени (31.12.1942);
- медали.

## Память
- Именем Героя Советского Союза С. Д. Пошивальникова названа улица в Керчи и улица в Симферополе[15].
- Имя С. Д. Пошивальникова увековечено на мемориале у вечного огня в городе Симферополе.

## Оценки и мнения
…В грозном боевом небе все равны. Чины и звания на крыльях самолёта не значатся, но был один человек, перед памятью которого я буду всегда склонять голову. Это мой командир эскадрильи Степан Демьянович Пошивальников — удивительно простой украинский парень, храбрый до безумия лётчик, обретший крылья в знаменитой Качинской авиашколе. Поднимаясь в небо вместе с ним, я понял, что нет предела мужеству и героизму советского человека, когда он защищает от врагов святая святых — свою любимую Отчизну.— Н. Мещеряков, воздушный стрелок 144-го гвардейского штурмового авиационного полка.

## Документы
- Общедоступный электронный банк документов «Подвиг Народа в Великой Отечественной войне 1941—1945 гг.» Дата обращения: 19 марта 2013. Архивировано из оригинала 13 марта 2012 года.

Представление к званию Героя Советского Союза. Дата обращения: 19 марта 2013. Архивировано 8 апреля 2013 года.
Орден Красного Знамени (наградной лист и приказ о награждении от 31.07.1942). Дата обращения: 19 марта 2013. Архивировано 8 апреля 2013 года.
Орден Красного Знамени (наградной лист и приказ о награждении от 09.07.1944). Дата обращения: 19 марта 2013. Архивировано 8 апреля 2013 года.
Орден Суворова 3-й степени (наградной лист и приказ о награждении). Дата обращения: 19 марта 2013. Архивировано 8 апреля 2013 года.
Орден Александра Невского (наградной лист и приказ о награждении). Дата обращения: 19 марта 2013. Архивировано 8 апреля 2013 года.
Орден Отечественной войны 2-й степени (наградной лист и приказ о награждении). Дата обращения: 19 марта 2013. Архивировано 8 апреля 2013 года.
- Обобщенный банк данных «Мемориал». Дата обращения: 19 марта 2013. Архивировано из оригинала 10 мая 2012 года.

ЦАМО, ф. 33, оп. 746923, д. 71.
ЦАМО, ф. 33, оп. 11458, д. 413.
ЦАМО, ф. 33, оп. 11458, д. 264.
ЦАМО, ф. 33, оп. 746923, д. 71.